# Wittenbachberg
Der Wittenbachberg ist ein Höhenrücken zwischen dem Schöpfl und der Klammhöhe im Wienerwald, Niederösterreich.

## Geografie
Mit seiner ebenfalls Wittenbachberg (846 m) genannten, im Norden bewaldeten Spitze gehört er zur Flyschzone am Nordrand der Alpen und bildet einen langen, etwa in Richtung Westsüdwest – Ostnordost verlaufenden Rücken, dessen Nord- und Südabfall stark gegliedert sind, der Süden aber flacher ausgeformt ist. Von der Wiese südlich unterhalb des Gipfels kann man die Ostalpen von den Wiener Hausbergen bis zum Hochkar überblicken.
Im Süden fließt der Wittenbach über den Stenzengraben ab und mündet nach Neuwald in die Triesting, die etwas weiter westlich entspringt.
Über den Wittenbachberg verläuft die Grenze zwischen den Bezirken St. Pölten und Baden.